# Martines de Pasqually
Martines de Pasqually (ur. ok. 1727 prawd. w Grenoble, zm. w 1774 na Martynice lub w Dominikanie) - ezoteryk, znawca Kabały i teozof, prawdopodobnie portugalskiego pochodzenia). Działał głównie we Francji, gdzie stworzył własny, nielaicki nurt wolnomularski "Wybrani Koheni Świata" (fr. Élus Coëns de l'Univers) oraz założył liczne loże. Erygował własną quasi-świątynię w Awinionie. Uważany jest za twórcę martynizmu.